# Hudsonia montana
Hudsonia montana är en solvändeväxtart som beskrevs av Thomas Nuttall. Hudsonia montana ingår i släktet Hudsonia och familjen solvändeväxter. Inga underarter finns listade i Catalogue of Life.